# اچ‌ام‌اس شیر (سی۳۴)
اچ‌ام‌اس شیر (سی۳۴) (به انگلیسی: HMS Lion (C34)) یک کشتی بود که طول آن ۵۵۵٫۵ فوت (۱۶۹٫۳ متر) بود. این کشتی در سال ۱۹۴۴ ساخته شد.